# Gahania orientalis
Gahania orientalis är en skalbaggsart som beskrevs av Reé Michel Quentin och Jean François Villiers 1970. Gahania orientalis ingår i släktet Gahania och familjen långhorningar.
Artens utbredningsområde är Malawi. Inga underarter finns listade i Catalogue of Life.